# Botijo de barril

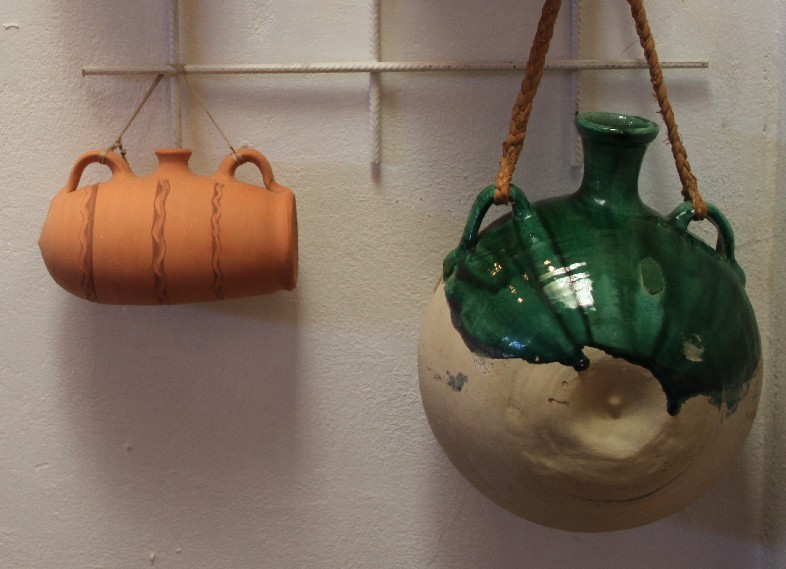
Barril sin esmaltar (a la izquierda) junto a una botija de carro vidriada en verde, en la colección del Museo de cerámica de Chinchilla de Montearagón (Albacete), España

Botijo de barril o simplemente barril, es el nombre más popular de un modelo de botijo o botija que representa o reproduce en su cuerpo contenedor de líquido las formas de un barril tradicional. Se trata de un vaso cerámico de amplio vientre y cuello corto y estrecho situado en su parte más ancha, con dos pequeñas asas y usado para llevar líquidos –normalmente agua– por los segadores y los trabajadores de las faenas agrícolas.

## Tipología y localización
En Castilla y León, esta vasija ha tenido tradicionalmente una capacidad de media cuartilla, En tierras de La Mancha castellana puede usarse como sinónimo de la botija de carro, y en Portugal se asemeja a la «bilha de barro». En la mayoría de los vocabularios dialectales aparece enunciado como botijo.

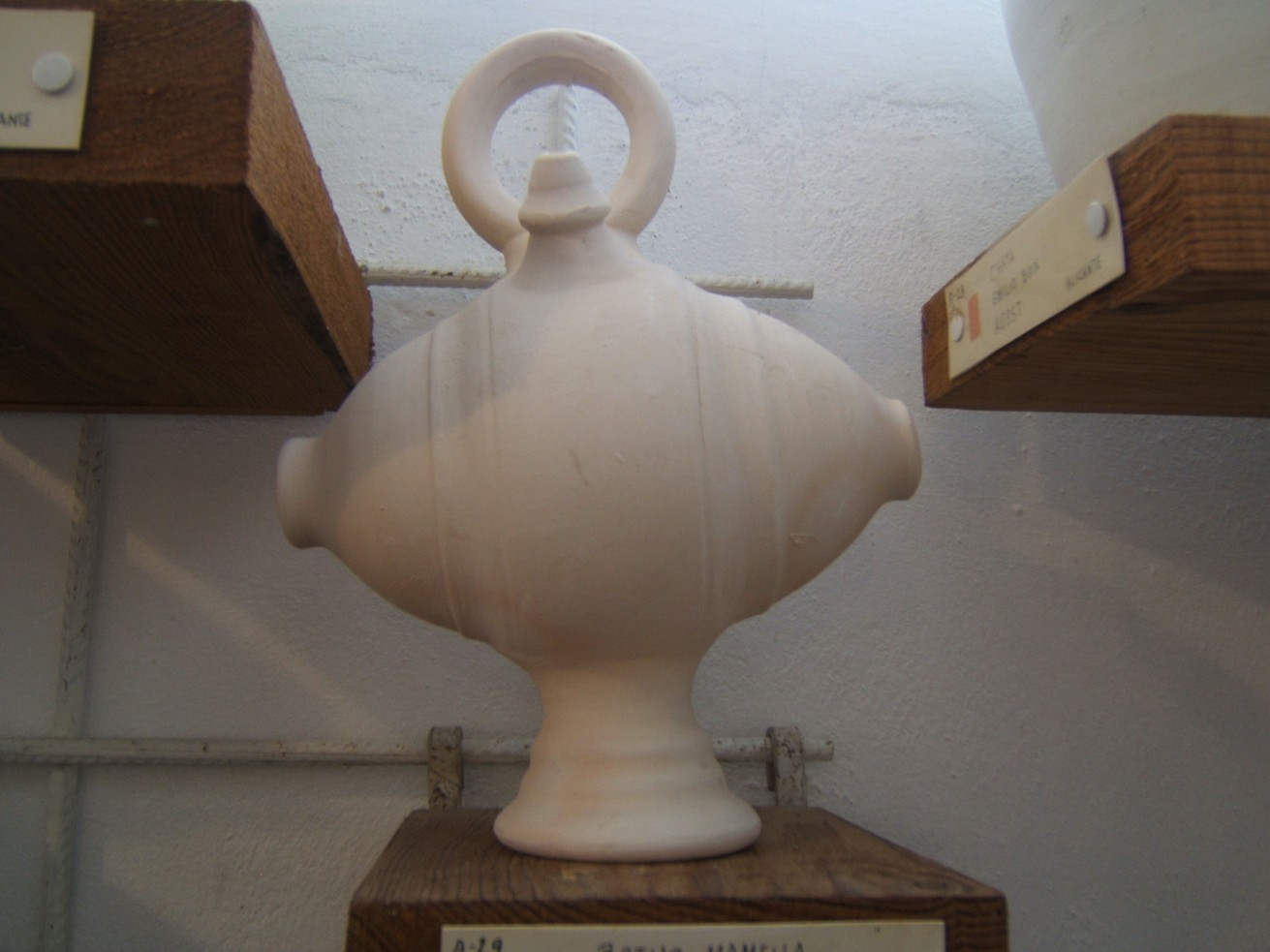
Botijo blanco de barril, pieza de la alfarería de Agost, en el Museo de Chinchilla de Montearagón.

La ventaja del barril sobre los tradicionales botijos de pitorro y embocadura de llenado, más adecuados para superficies estables y limpias, era que, durante las labores del campo, podía ser enterrado en un hoyo hecho en la umbría de la cabaña o aprovechando algún tipo de terraplén, conservando de ese modo el agua a una temperatura agradable y sana. Por su aspecto orondo, el barril dio mote con frecuencia en la jerga de segadores y campesinos a los «barrigones y barrigonas».
Morfológicamente puede aparecer con forma amelonada o elipsoidad y ligeramente achatada en sus extremos laterales, como por ejemplo los ejemplares recuperado por la alfarería de Agost en el levante español. Además de las variantes, por lo general para uso decorativo, que pueden encontrarse en las guías de alfarería (como el «capricho» cordobés de Palma del Río), algunos alfares españoles han desarrollado a partir del barril modelos del ejemplar conocido como barril de filigrana o botijo de peineta con “decoración de bordado”, típico de la cerámica popular de Alba de Tormes (Salamanca, España).